# Gnophos corsica
Gnophos corsica là một loài bướm đêm trong họ Geometridae.